# Lankao

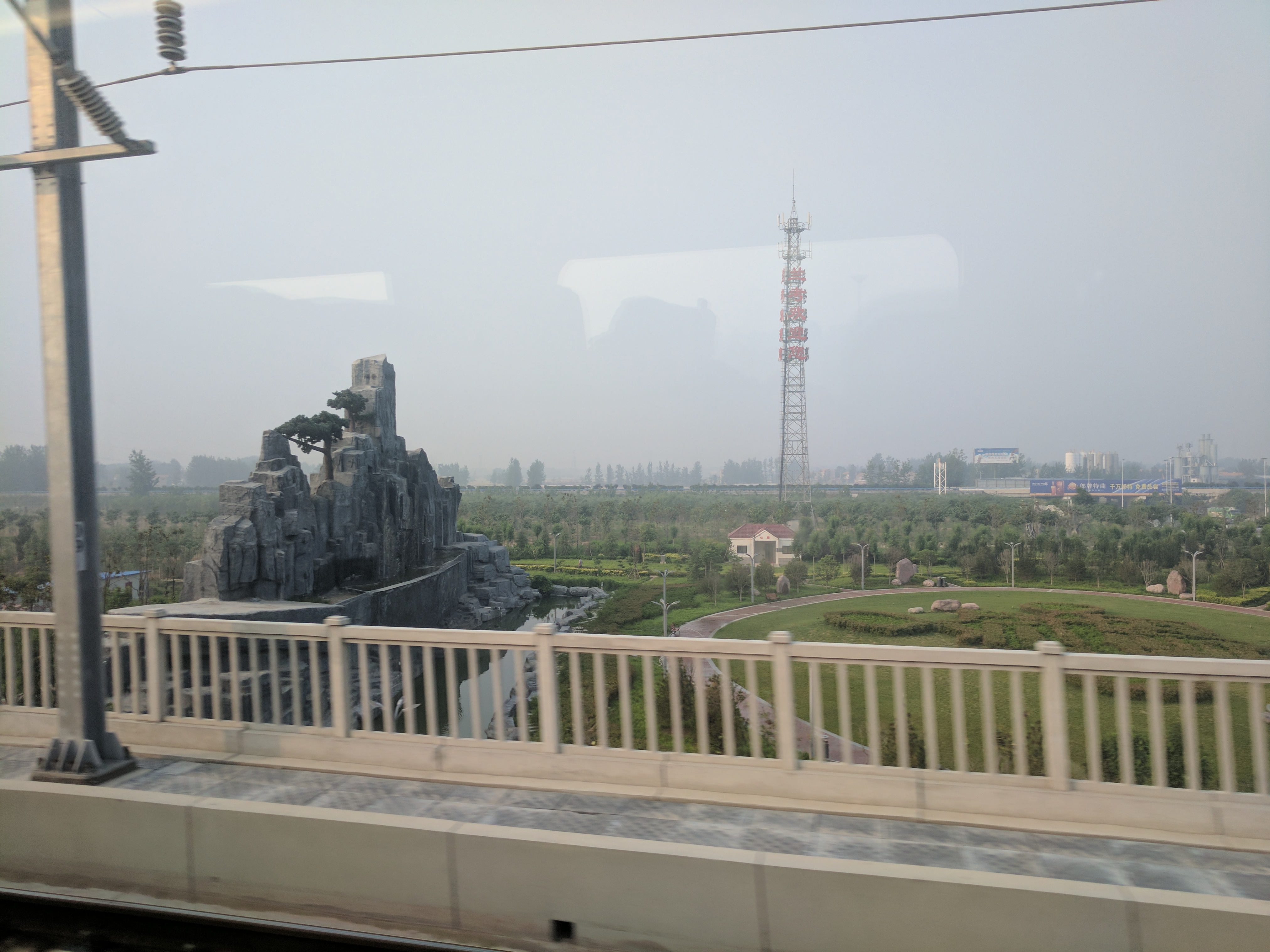
Lankao aus der Sicht vom HSR

Lankao (chinesisch 兰考县, Pinyin Lánkǎo Xiàn) ist ein Kreis in der chinesischen Provinz Henan. Er gehört zum Verwaltungsgebiet der bezirksfreien Stadt Kaifeng. Lankao hat eine Fläche von 1.116 km² und zählt 647.900 Einwohner (Stand: Ende 2018). Sein Hauptort ist die Großgemeinde Chengguan (城关镇).
Das Grab des revolutionären Märtyrers Jiao Yulu (Jiao Yulu lieshi mu 焦裕禄烈士墓) steht seit 2001 auf der Liste der Denkmäler der Volksrepublik China (5–521).
Die Longhai-Bahn verbindet Lankao mit Lanzhou und Lianyungang.